# Grímmannsfell
Grímmannsfell är en kulle i republiken Island. Den ligger i regionen Höfuðborgarsvæði, 17 km öster om huvudstaden Reykjavík. Toppen på Grímmannsfell är 482 meter över havet, eller 105 meter över den omgivande terrängen. Bredden vid basen är 2,0 km.
Runt Grímmannsfell är det ganska glesbefolkat, med 29 invånare per kvadratkilometer. Närmaste större samhälle är Reykjavik, omkring 20 kilometer väster om Grímmannsfell. Trakten runt Grímmannsfell består i huvudsak av gräsmarker.